# Blätter für Kakteenforschung
Blätter für Kakteenforschung (abreviado Blätt. Kakteenf.) fue una revista ilustrada con descripciones botánicas que fue editada en Alemania. Se publicó en los años 1934-1938, con el nombre de Blatter für Kakteenforschung. Bulletin of Cactus Research. Publicaties voor Cactusstudie. Volksdorf.